# Panické Dravce
Panické Dravce (hongrois : Panyidaróc) est un village de Slovaquie situé dans la région de Banská Bystrica.

## Histoire
La première mention écrite du village date de 1573.
La localité fut annexée par la Hongrie après le premier arbitrage de Vienne le 2 novembre 1938. En 1938, on comptait 767 habitants. Elle faisait partie du district de Lučenec (hongrois : Losonci járás). Le nom de la localité avant la Seconde Guerre mondiale était Panitské Dravce/Panyit-Daróc. Durant la période 1938 - 1945, le nom hongrois Panyidaróc était d'usage. À la libération, la commune a été réintégrée dans la Tchécoslovaquie reconstituée.

## Démographie

### Évolution de la population
| Année:               | 1994. | 2004.   | 2014.   | 2024.   |
| -------------------- | ----- | ------- | ------- | ------- |
| Nombre de personnes: | 718   | 737     | 745     | 738     |
| Différence:          |       | +2,64 % | +1,08 % | -0,93 % |

| Année:               | 2023. | 2024.   |
| -------------------- | ----- | ------- |
| Nombre de personnes: | 737   | 738     |
| Différence:          |       | +0,13 % |